# Пентукова, Татьяна Владимировна
Татьяна Владимировна Пентукова (род. 23 июня 1965) — советская и российская легкоатлетка, специалистка по бегу на длинные дистанции, кроссу и марафону. Выступала в 1986—1994 годах, обладательница серебряной медали Игр доброй воли в Санкт-Петербурге, чемпионка мира по экидену, чемпионка России в беге на 5000 и 10 000 метров, участница чемпионата Европы в Хельсинки и других крупных международных стартов. Представляла Ростовскую область и Российскую Армию. Мастер спорта России международного класса.

## Биография
Татьяна Пентукова родилась 23 июня 1965 года. Занималась лёгкой атлетикой в городе Таганроге Ростовской области, проходила подготовку под руководством заслуженного тренера РСФСР Александра Александровича Лебединского. Окончила Таганрогский политехнический институт, филиал Донского государственного технического университета.
Впервые заявила о себе в сезоне 1986 года, когда в беге на 3000 метров победила на соревнованиях в Орджоникидзе, выиграла серебряную медаль на IX летней Спартакиаде народов СССР в Ташкенте, одержала победу в беге на 10 000 метров на соревнованиях в Брянске.
В 1987 году выиграла бег на 5000 метров на соревнованиях в Орле.
В 1990 году закрыла десятку сильнейших на марафоне в Ужгороде.
В 1991 году на марафонах в Сочи и Белой Церкви была 5-й и 11-й соответственно.
В 1992 году стала второй на чемпионате СНГ по полумарафону, заняла 44-е место на чемпионате мира по полумарафону в Ньюкасл-апон-Тайне, 17-е место на Парижском марафоне, выиграла Копенгагенский марафон и марафон в Эхтернахе.
В 1993 году показала 52-й результат на чемпионате мира по кроссу в Аморебьета-Эчано, 33-й результат на чемпионате мира по полумарафону в Брюсселе. На чемпионате России в Москве одержала победу в дисциплине 5000 метров. На Кубке мира по марафону в Сан-Себастьяне с личным рекордом 2:35:50 заняла 14-е место в личном зачёте и тем самым помогла своим соотечественницам стать бронзовыми призёрками женского командного зачёта.
В 1994 году в составе российской сборной победила на чемпионате мира по экидену в Литохороне, заняла 100-е место на кроссовом чемпионате мира в Будапеште. На чемпионате России по бегу на 10 000 метров в Воронеже превзошла всех соперниц и завоевала золотую награду. На Играх доброй воли в Санкт-Петербурге получила серебро в беге на 5000 метров, уступив лишь соотечественнице Елене Романовой. Благодаря череде удачных выступлений удостоилась права защищать честь страны на чемпионате Европы в Хельсинки — в дисциплине 10 000 метров установила свой личный рекорд 32:40.72, расположившись в итоговом протоколе соревнований на 15-й строке. По окончании сезона завершила спортивную карьеру.
За выдающиеся спортивные достижения удостоена почётного звания «Мастер спорта России международного класса».
Окончила